# Bernard Haitink
Bernard Haitink, född 4 mars 1929 i Amsterdam, död 21 oktober 2021 i London, var en nederländsk dirigent och violinist.

## Biografi
Den 7 november 1956 debuterade han som dirigent, då han fick dirigera Concertgebouworkestern i Amsterdam som ersättare för Carlo Maria Giulini. Efter Eduard van Beinums hastiga bortgång utnämndes Haitink till förste dirigent för orkestern den 1 september 1959, för att fyra år senare, 1963, nå den högsta positionen som chefsdirigent.
Då den holländska regeringen på 1980-talet hotade att sänka statsstödet till orkestern och därmed göra 23 musiker arbetslösa, hotade Haitink att avgå. Den finansiella situationen löste sig dock och Haitink stannade som chefsdirigent till 1988.
Han var också förste dirigent för London Philharmonic Orchestra 1967-1969. Mellan 1978 och 1988 var han musikalisk ledare för operafestivalerna i Glyndebourne.
Mellan 1987 och 1998 var Haitink musikalisk ledare för Royal Opera House i London, från 1995 till 2004 var han dessutom förste gästdirigent för Boston Symphony Orchestra.
2002 blev han chefsdirigent för Staatskapelle Dresden. Hans kontrakt varade till 2006, men Haitink avgick 2004 efter en dispyt över vem som skulle bli hans efterträdare.
2006 blev han förste dirigent för Chicago Symphony Orchestra.
Haitink har dirigerat en bred repertoar av klassisk musik, bland annat alla symfonier av Ludwig van Beethoven, Johannes Brahms, Robert Schumann, Pjotr Tjajkovskij, Anton Bruckner, Gustav Mahler, Dmitrij Sjostakovitj, Ralph Vaughan Williams, och även alla pianokonserter av Beethoven och Brahms tillsammans med pianisten Claudio Arrau.

## Utmärkelser
- Riddare av Arts et Lettres-orden,  1972
- Officer av Kronorden,  1977
- Royal Philharmonic Society Gold Medal,  1990
- Erasmuspriset,  1991[8]
- Kommendör av Oranien-Nassauorden,  2002
- Companion of Honour,  2002
- Hedersdoktor vid Royal College of Music,  2004[9]
- Gramophonepris för livsgärning,  2015[10]
- Kommendör av Nederländska Lejonorden,  2017
- International Opera Award,  2020[11]
- Hans-von-Bülow-Medaille
- Kommendör av 1 klass av Brittiska imperieorden

[Redigera Wikidata]